# Illja Biloborodko
Illja Dmytrowytsch Biloborodko (ukrainisch Ілля Дмитрович Білобородько, englisch Illya Dmitrovych Biloborodko; * 7. Mai 2001) ist ein ukrainischer Tennisspieler.

## Karriere
Biloborodko spielte auf der ITF Junior Tour und erreichte dort mit Platz 22 im Oktober 2019 seine höchste Platzierung. Er spielte bei der Juniorenausgabe der Grand-Slam-Turniere in Paris und London. Dabei gelang ihm im Einzel der French Open der Einzug ins Viertelfinale. Er konnte 2019 außerdem mit dem J1 Prag West ein Turnier der zweithöchsten Turnierkategorie gewinnen.
Sein erstes Profimatch hatte er bereits 2017, als er sein Debüt für die ukrainische Davis-Cup-Mannschaft in der Partie gegen Portugal gab. Im unbedeutenden fünften Match unterlag er Pedro Sousa deutlich. Ab 2019 spielte Biloborodko Turniere der Profis auf der ITF Future Tour. Zwei Finals konnte er dort bis Ende 2021 erreichen, wovon er eines gewann. Im Doppel stand er ein weiteres Mal im Finale. Er notierte im November 2021 mit Platz 673 am höchsten in der Einzel-Tennisweltrangliste. Seinen ersten Einsatz auf der ATP Challenger Tour bekam er ebenfalls Ende jenes Jahres in Kiew, wo er für beide Konkurrenzen eine Wildcard erhielt. Beide Matches gingen zum Auftakt verloren.